# Liste der Mitglieder des Preußischen Staatsrats (1817–1918)
Diese Liste enthält die Mitglieder des Preußischen Staatsrats 1817–1918.

## Mitglieder 1817

### Staatsdiener, die durch ihr Amt zu Mitgliedern berufen sind
| Mitglied                                             | Amt                                      | Anmerkung |
| ---------------------------------------------------- | ---------------------------------------- | --------- |
| Karl August von Hardenberg                           | Präsident des Staatsministeriums         |           |
| Friedrich Adolf von Kalckreuth                       | Feldmarschall                            |           |
| Gebhard Leberecht von Blücher                        | Feldmarschall                            |           |
| Friedrich Leopold von Kircheisen                     | Staats- und Justizminister               |           |
| Hans Graf von Bülow                                  | Staats- und Finanzminister               |           |
| Friedrich von Schuckmann                             | Staats- und Innenminister                |           |
| Wilhelm zu Sayn-Wittgenstein-Hohenstein              | Staats- und Polizeiminister              |           |
| Hermann von Boyen                                    | Staats- und Kriegsminister               |           |
| Wilhelm Anton von Klewiz                             | Minister-Staatssekretär                  |           |
| Johann Friedrich von Seegebarth                      | Generalpostmeister                       |           |
| Heinrich Dietrich von Grolman                        | Präsident des Obertribunals              |           |
| Heinrich Wilhelm Georg von Schlabrendorff            | Präsident der Oberrechnungskammer        |           |
| Daniel Ludwig Albrecht                               | Geheimer Kabinettsrat                    |           |
| Job von Witzleben                                    | Vortragender Offizier im Militärkabinett |           |
| Die sieben Kommandierenden Generale in den Provinzen | nur, wenn sie besonders berufen werden   |           |
| Die zehn Oberpräsidenten in den Provinzen            | nur, wenn sie besonders berufen werden   |           |

### Staatsdiener, welche durch besonderes Vertrauen Sitz und Stimme im Staatsrat haben
| Mitglied                                                   | Amt bzw. Berufsstellung                      | Anmerkung                                                   |
| ---------------------------------------------------------- | -------------------------------------------- | ----------------------------------------------------------- |
| Herzog Carl von Mecklenburg                                | General der Infanterie (Chef des Gardekorps) |                                                             |
| Fürst Anton Radziwiłł                                      | Statthalter des Großherzogtums Posen         |                                                             |
| Fürst Malte I. von Putbus                                  | Generalgouverneur in Neu-Vorpommern          |                                                             |
| Graf August Friedrich Ferdinand von der Goltz              | Staats- und Kabinettsminister, Obermarschall |                                                             |
| Graf August Neidhardt von Gneisenau                        | General der Infanterie                       |                                                             |
| Karl Christian von Brockhausen                             | Staatsminister                               |                                                             |
| Freiherr Karl vom Stein zum Altenstein                     | Staatsminister                               |                                                             |
| Carl Friedrich von Beyme                                   | Staatsminister                               |                                                             |
| Freiherr Wilhelm von Humboldt                              | Staatsminister                               |                                                             |
| Karl Friedrich von dem Knesebeck                           | Generallieutenant und Generaladjutant        |                                                             |
| Graf Carl Friedrich Heinrich von Wylich und Lottum         | Staatsminister und Generallieutenant         |                                                             |
| Friedrich Samuel Gottfried Sack                            | Bischof                                      | nach dessen Tod 1817: Hofprediger Rulemann Friedrich Eylert |
| Graf Ferdinand August von Spiegel                          | Domdechant                                   |                                                             |
| Friedrich August von Staegemann                            | Geheimer Staatsrat                           |                                                             |
| Karl von Grolman                                           | Generalmajor                                 |                                                             |
| Johann Ludwig von Jordan                                   | Wirklicher Geheimer Legationsrat             |                                                             |
| Jean Pierre Frédéric Ancillon                              | Wirklicher Geheimer Legationsrat             |                                                             |
| Friedrich von Schoeler                                     | Generalmajor                                 |                                                             |
| Karl Albert von Kamptz                                     | Wirklicher Geheimer Oberregierungsrat        |                                                             |
| Friedrich von Ribbentrop                                   | Generalintendant                             |                                                             |
| Georg Heinrich Ludwig Nicolovius                           | Wirklicher Geheimer Oberregierungsrat        |                                                             |
| Karl Ferdinand Friese                                      | Wirklicher Geheimer Oberregierungsrat        |                                                             |
| Johann Philipp von Ladenberg                               | Wirklicher Geheimer Oberfinanzrat            |                                                             |
| Christoph Leopold von Diederichs                           | Wirklicher Geheimer Oberjustizrat            |                                                             |
| Christian Rother                                           | Wirklicher Geheimer Oberfinanzrat            |                                                             |
| Karl Georg Maaßen                                          | Wirklicher Geheimer Oberfinanzrat            |                                                             |
| Johann Gottfried Hoffmann                                  | Geheimer Legationsrat                        |                                                             |
| Karl Nikolaus Wilhelm von Rehdiger                         | Staatsrat                                    |                                                             |
| Christian Friedrich Scharnweber                            | Staatsrat                                    |                                                             |
| Heinrich von Béguelin                                      | Geheimer Oberfinanzrat                       |                                                             |
| Friedrich Christian August von Dewitz; † 20. Dezember 1818 | Geheimer Oberregierungsrat                   |                                                             |
| Carl Wilhelm Ferber                                        | Geheimer Oberfinanzrat                       |                                                             |
| Friedrich Eichhorn                                         | Geheimer Legationsrat                        |                                                             |
| Friedrich Carl von Savigny                                 | Geheimer Justizrat und Professor             |                                                             |

## Mitglieder 1854

### Mitglieder kraft Amtes
| Mitglied                            | Amt | Anmerkung |
| ----------------------------------- | --- | --------- |
| Otto Theodor von Manteuffel         | Präsident des Staatsministeriums                                                                                 |           |
| Graf Friedrich zu Dohna-Schlobitten | Generalfeldmarschall und Oberstkämmerer                                                                          |           |
| August von der Heydt                | Staatsminister und Minister für Handel, Gewerbe und öffentliche Arbeiten                                         |           |
| Ludwig Simons                       | Staats- und Justizminister                                                                                       |           |
| Karl Otto von Raumer                | Staatsminister und Minister der geistlichen Unterrichts- und Medizinalangelegenheiten                            |           |
| Ferdinand von Westphalen            | Staatsminister und Minister des Inneren                                                                          |           |
| Carl von Bodelschwingh              | Staats- und Finanzminister                                                                                       |           |
| Graf Friedrich von Waldersee        | Generalmajor, Staats- und Kriegsminister                                                                         |           |
| Ludwig von Massow                   | Minister des königlichen Hauses                                                                                  |           |
| Alexander von Uhden                 | Staatsminister und 1. Präsident des Obertribunals                                                                |           |
| Adalbert von Ladenberg              | Chefpräsident der Oberrechnungskammer                                                                            |           |
| Heinrich Bode                       | Staatssekretär des Staatsrates                                                                                   |           |
| Ernst Emil Illaire                  | Geheimer Kabinettsrat                                                                                            |           |
| Friedrich Ludwig von Schoeler       | Generalmajor à la suite des Königs, Chef der Abteilung für die persönlichen Angelegenheiten im Kriegsministerium |           |

Daneben hatten die Kommandierenden Generäle und Oberpräsidenten Sitz und Stimme im Staatsrat, wenn sie in Berlin anwesend waren. Dauerhaft war dies bei folgenden Personen der Fall:
| Mitglied              | Amt                                                                  | Anmerkung |
| --------------------- | -------------------------------------------------------------------- | --------- |
| Friedrich von Wrangel | General der Kavallerie, Kommandierender General des III. Armee-Korps |           |
| Karl von der Groeben  | General der Kavallerie, Kommandierender General des Gardekorps       |           |
| Eduard von Flottwell  | Staatsminister und Oberpräsident der Provinz Brandenburg             |           |

### Staatsdiener, welche durch besonderes Vertrauen Sitz und Stimme im Staatsrat haben
| Mitglied                                  | Amt | Ernennungsdatum                           | Anmerkung                   |
| ----------------------------------------- | --- | ----------------------------------------- | --------------------------- |
| Malte zu Putbus                           | General der Infanterie | 20. März 1817                             |                             |
| Dr. Daniel Amadeus Neander                | Bischof der evangelischen Kirche                                                                                             | 15. November 1831                         |                             |
| Dr. Friedrich Ernst Scheller              | Erster Präsident des Appellationsgerichtes zu Frankfurt/Oder                                                                 | 19. November 1833                         |                             |
| Graf von Alvensleben                      | Staatsminister a. D. | 19. November 1833                         |                             |
| Graf Karl von Voß-Buch                    | Wirklicher Geheimer Rat | 13. Januar 1835                           | Engere Versammlung          |
| Adolf von Rochow                          | Oberst a. D. und Hofmarschall a. D.                                                                                          | 2. Oktober 1837                           | Engere Versammlung          |
| Ernst Heinrich Zettwach                   | Obertribunalsrat | 2. Oktober 1837                           | Engere Versammlung          |
| Fürst Ludwig zu Solms-Hohensolms-Lich     | | 7. November 1837                          |                             |
| Fürst Heinrich zu Carolath-Beuthen        | Generalleutnant | 7. November 1837                          |                             |
| Graf Adolf Heinrich von Arnim-Boitzenburg | Staatsminister a. D. | 11. Dezember 1837                         | Engere Versammlung          |
| August Werner von Meding                  | Oberpräsident a. D. | 2. Oktober 1838 und erneut 17. Juli 1854  | Engere Versammlung          |
| Ferdinand vom Lamprecht                   | Präsident des Hauptbankdirektoriums                                                                                          | 11. November 1838                         |                             |
| Wilhelm von und zur Mühlen                | Vortragender Rat im Justizministerium                                                                                        | 8. Dezember 1840                          | 1864 Dr. jur. h.c. (Berlin) |
| Freiherr Alexander von Humboldt           | Wirklicher Geheimer Rat und Ordenskanzler                                                                                    | 8. Dezember 1840 und erneut 17. Juli 1854 |                             |
| Dr. Carl Wilhelm von Bötticher            | Oberpräsident | 8. Dezember 1840                          |                             |
| Adolf von Kleist                          | Wirklicher Geheimer Oberjustizrat a. D.                                                                                      | 8. Dezember 1840 und erneut 30. Juni 1854 |                             |
| Dedo von Krosigk                          | Erb-Truchseß im Herzogtum Magdeburg, Geheimer Regierungsrat a. D.                                                            | 28. Dezember 1840                         |                             |
| Dr. Thoma                                 | Direktor im Finanzministerium                                                                                                | 22. Oktober 1841                          |                             |
| Adolf von Pommer Esche                    | Wirklicher Geheimer Oberfinanzrat und Unterstaatssekretär im Ministerium für Handel                                          | 14. Januar 1842                           |                             |
| Ludwig Emil Mathis                        | Wirklicher Geheimer Oberregierungsrat z.D.                                                                                   | 14. Januar 1842                           | Engere Versammlung          |
| Ernst Ludwig von Gerlach                  | Erster Präsident des Appellationsgerichtes Magdeburg                                                                         | 14. Juni 1842                             |                             |
| Karl von Reyher                           | Generallieutenant und Chef des Generalstabs der Armee                                                                        | 27. Mai 1843                              |                             |
| Carl August von Reuß                      | Oberlandforstmeister und Mitdirektor im Finanzministerium                                                                    | 24. September 1843                        |                             |
| Dr. Georg Wilhelm von Raumer              | Wirklicher Geheimer Oberregierungsrat, Mitglied der General-Ordens-Kommission                                                | 22. Januar 1844                           |                             |
| Karl Heinrich August Costenoble           | Wirklicher Geheimer Oberregierungs- und Vortragender Rat im Staatsministerium                                                | 1. November 1844                          |                             |
| Dr. Wilhelm Götze Goetze                  | Vizepräsident des Obertribunals                                                                                              | 24. Januar 1845                           | Engere Versammlung          |
| Louis Jaehnigen                           | Vizepräsident des Obertribunals                                                                                              | 24. Januar 1845                           |                             |
| Caspar Ignaz Ulrich                       | Obertribunalrat, seit 1843 beim Obercensurgericht                                                                            | 24. Januar 1845                           |                             |
| Adolf zu Hohenlohe-Ingelfingen            | Generallieutenant und Chef des 23. Landwehr-Regiments                                                                        | 14. Mai 1845                              |                             |
| Gustav von Le Coq                         | Unterstaatssekretär z.D. | 15. April 1847                            |                             |
| Dr. Albrecht Friedrich von der Hagen      | Geheimer Oberjustiz- und Vortragender Rat im Justizministerium                                                               | 6. Juni 1853                              | Engere Versammlung          |
| Karl von Horn                             | Wirklicher Geheimer Oberfinanzrat und Direktor im Finanzministerium                                                          | 28. Juli 1853                             |                             |
| Graf Albert von Schlieffen                | Wirklicher Geheimer Legations- und Vortragender Rat im Außenministerium                                                      | 25. Mai 1854                              | Engere Versammlung          |
| Hermann Ludwig von Balan                  | Wirklicher Geheimer Legations- und Vortragender Rat im Außenministerium                                                      | 25. Mai 1854                              |                             |
| Otto von Bismarck-Schoenhausen            | Geheimer Legationsrat und Gesandter beim Bundestag in Frankfurt am Main                                                      | 25. Mai 1854                              |                             |
| Oesterreich                               | Wirklicher Geheimer Oberregierungsrat und Direktor im Handelsministerium                                                     | 25. Mai 1854                              | Engere Versammlung          |
| Friedrich Albert Immanuel Mellin          | Generalbaudirektor und Direktor im Handelsministerium                                                                        | 25. Mai 1854                              |                             |
| Gottlob Heinrich Schmückert               | Generalpostdirektor | 25. Mai 1854                              |                             |
| Dr. Eugen Skalley                         | Wirklicher Geheimer Oberregierungs- und Vortragender Rat im Handelsministerium                                               | 25. Mai 1854                              |                             |
| Franz Ferdinand Grimm                     | Generalstaatsanwalt | 25. Mai 1854                              |                             |
| Bischoff                                  | Geheimer Oberjustiz- und Vortragender Rat im Justizministerium                                                               | 25. Mai 1854                              | Engere Versammlung          |
| Dr. Karl Gustav Homeyer                   | Obertribunalrat und Professor                                                                                                | 25. Mai 1854                              |                             |
| Dr. Carl Julius Ferdinand Schnaase        | Obertribunalrat | 25. Mai 1854                              |                             |
| Ferdinand Göring                          | Obertribunalrat | 25. Mai 1854                              | Engere Versammlung          |
| Rudolf von Uechtritz                      | Präsident des Evangelischen Oberkirchenrats                                                                                  | 25. Mai 1854                              | Engere Versammlung          |
| Dr. Wilhelm Hoffmann                      | Generalsuperintendent der Kurmark, Oberkonsistorialrat, Oberhof- und Domprediger, Mitglied des Evangelischen Oberkirchenrats | 25. Mai 1854                              |                             |
| Dr. Carl Büchsel                          | Generalsuperintendent für die Neumark und die Niederlausitz                                                                  | 25. Mai 1854                              | Engere Versammlung          |
| Matthias Aulike                           | Geheimer Oberregierungsrat und Dirigent im Ministerium der geistlichen Angelegenheiten                                       | 25. Mai 1854                              |                             |
| Dr. Friedrich Julius Stahl                | Geheimer Justiz-, Oberkonsistorialrat und Professor, Mitglied des Evangelischen Oberkirchenrats                              | 25. Mai 1854                              | Engere Versammlung          |
| Dr. Leopold von Ranke                     | Professor an der Universität und Historiograph des Preußischen Staates                                                       | 25. Mai 1854                              |                             |
| Freiherr Karl Otto von Manteuffel         | Unterstaatssekretär im Innenministerium                                                                                      | 25. Mai 1854                              | Engere Versammlung          |
| Theodor von Sulzer                        | Geheimer Oberregierungs- und Vortragender Rat im Innenministerium                                                            | 25. Mai 1854                              | Engere Versammlung          |
| Dr. Ludolph von Beckedorff                | Präsident des Landes-Oeconomie-Collegiums                                                                                    | 25. Mai 1854                              |                             |
| Graf Heinrich Friedrich von Itzenplitz    | Regierungspräsident a. D. | 25. Mai 1854                              | Engere Versammlung          |
| Dr. Johann Gottlieb Koppe                 | Landes-Ökonomierat | 25. Mai 1854                              |                             |
| Johann Friedrich von Pommer Esche         | Wirklicher Geheimer Oberfinanzrat und Generaldirektor der Steuern                                                            | 25. Mai 1854                              |                             |
| Emil von Koenen (1796–1883)               | Geheimer Oberfinanz- und Vortragender Rat im Finanzministerium                                                               | 25. Mai 1854                              | Engere Versammlung          |
| Alexander von Wangenheim                  | Generalmajor und Direktor des Allgemeinen Kriegsdepartements                                                                 | 25. Mai 1854                              |                             |
| Leopold von Brese-Winiary                 | Generallieutenant und Generalinspekteur des Ingenieur-Corps und der Festungen                                                | 24. Juni 1854                             |                             |
| Heinrich Gueinzius (1794–1871)            | Generalmajor und Wirklicher Geheimer Kriegsrat, Direktor des Militär-Ökonomie-Departements im Kriegsministerium              | 24. Juni 1854                             |                             |
| Eduard Fleck                              | Wirklicher Geheimer Kriegsrat und Justitiarius des Kriegsministeriums                                                        | 25. Mai 1854                              |                             |
| Dr. Friedrich Ludwig von Keller           | Geheimer Justizrat und Professor                                                                                             | 24. Juni 1854                             | Engere Versammlung          |
| Karl Ludwig Friedrich von Hinckeldey      | Generalpolizeidirektor | 30. Juni 1854                             | Engere Versammlung          |
| Marcus von Niebuhr                        | Kabinettsrat | 30. Juni 1854                             | Engere Versammlung          |
| Maximilian von Philipsborn                | Geheimer Legationsrat | 2. Oktober 1854                           |                             |
| Dr. Ignaz von Olfers                      | Generaldirektor der Museen                                                                                                   | 17. Oktober 1854                          | Engere Versammlung          |
| August von Stockhausen                    | Generallieutenant | 22. Januar 1855                           |                             |

Anmerkung: Nur die entsprechend gekennzeichneten Mitglied gehörten auch der Engeren Versammlung an.

## Am 11. Juni 1884 neu ernannte Mitglieder
| Mitglied                                       | Amt                                                                              | Anmerkung          |
| ---------------------------------------------- | -------------------------------------------------------------------------------- | ------------------ |
| Graf Adolf von Arnim-Boitzenburg               | Oberpräsident a. D.                                                              |                    |
| Louis Baare                                    | Geheimer Kommerzienrat (Bochum)                                                  |                    |
| Dr. Wilhelm von Becker                         | Oberbürgermeister (Köln)                                                         |                    |
| Rudolf von Bennigsen                           | Landesdirektor (Hannover)                                                        |                    |
| Freiherr Hans Hermann von Berlepsch            | Regierungspräsident (Düsseldorf)                                                 | noch 1918 Mitglied |
| Dr. Victor von Bojanowski                      | Wirklicher Geheimer Legationsrat                                                 |                    |
| Wilhelm von Born                               | Kommerzienrat (Dortmund)                                                         |                    |
| Ludwig Brefeld                                 | Wirklicher Geheimer Oberregierungsrat                                            |                    |
| Bruno Brückner                                 | Generalsuperintendent von Berlin                                                 |                    |
| Emil von Burchard                              | Staatssekretär des Reichsschatzamtes                                             |                    |
| Burghart                                       | Geheimer Oberfinanzrat                                                           |                    |
| Dr. Clemens Busch                              | Unterstaatssekretär im preußischen Ministerium für auswärtige Angelegenheiten    |                    |
| Leo von Caprivi                                | Chef der Admiralität                                                             |                    |
| Dr. Ernst Heinrich von Dechen                  | Wirklicher Geheimer Rat (Bonn)                                                   |                    |
| Hermann von Dechend                            | Präsident des Reichsbankdirektoriums                                             |                    |
| Adolph von Dietze                              | Amtsrat zu Barby                                                                 |                    |
| Karl Donner                                    | Landforstmeister                                                                 |                    |
| Graf Friedrich von Frankenberg und Ludwigsdorf | Rittergutsbesitzer                                                               |                    |
| Albert Glatzel                                 | Präsident des Oberlandeskulturgerichts                                           |                    |
| Dr. Rudolf von Gneist                          | Professor an der Universität Berlin                                              |                    |
| Dr. Karl Gustav von Goßler                     | Oberlandesgerichtspräsident in Königsberg                                        |                    |
| Carl von Hänisch                               | Generalmajor, Direktor des allgemeinen Kriegs-Departements im Kriegsministerium  |                    |
| Dr. Oskar Hamm                                 | Oberstaatsanwalt in Köln                                                         | noch 1918 Mitglied |
| Freiherr Ernst von Hammerstein-Loxten          | Kreis- und Amtshauptmann in Bersenbrück                                          |                    |
| Ludwig von Hartrott                            | Generallieutenant und Direktor des Militär-Ökonomie-Departments                  |                    |
| Dr. Heinrich Heimsoeth                         | Oberlandesgerichtspräsident in Köln                                              |                    |
| Otto von Helldorff                             | Rittergutsbesitzer                                                               |                    |
| Graf Guido Henckel von Donnersmarck            | Freier Standesherr auf Neudeck                                                   |                    |
| Dr. Ottomar Hermes                             | Präsident des Evangelischen Oberkirchenrats                                      |                    |
| Ernst Ludwig Herrfurth                         | Unterstaatssekretär im Ministerium des Inneren                                   |                    |
| Wilhelm von Heyden-Cadow                       | Regierungspräsident in Frankfurt/Oder                                            | noch 1918 Mitglied |
| Dr. Robert Koch                                | Geheimer Regierungsrat im Kaiserlichen Gesundheitsamt                            |                    |
| Dr. Rudolf Kögel                               | Generalsuperintendent der Kurmark                                                |                    |
| Georg von Köller                               | Rittergutsbesitzer                                                               |                    |
| Dr. Georg von Kopp                             | Bischof von Fulda                                                                |                    |
| Dr. Philipp Krementz                           | Bischof von Ermland                                                              |                    |
| Albert von Levetzow                            | Landesdirektor der Provinz Brandenburg                                           |                    |
| Ernst Leuschner                                | Geheimer Bergrat in Eisleben                                                     |                    |
| Graf Friedrich zu Limburg-Stirum               | Gesandter z.D.                                                                   |                    |
| Dr. Hermann von Lucanus                        | Unterstaatssekretär im Kultusministerium                                         |                    |
| Freiherr Christian Julius von Massenbach       | Regierungspräsident zu Marienwerder                                              |                    |
| Rudolf Meinecke                                | Unterstaatssekretär im Finanzministerium                                         |                    |
| Dr. jur. Otto Mejer                            | Professor zu Göttingen                                                           |                    |
| Gustav von Mevissen                            | Geheimer Kommerzienrat                                                           |                    |
| Gustav Bernhard Victor Meyer                   | Präsident des Kammergerichtes                                                    |                    |
| Dr. Siegfried Michelly                         | Direktor im Ministerium für Landwirtschaft                                       |                    |
| Freiherr Wilhelm von Minnigerode               | Majoratsbesitzer auf Rossitten                                                   |                    |
| Dr. Johannes von Miquel                        | Oberbürgermeister in Frankfurt am Main                                           |                    |
| Dr. Friedrich Mommsen                          | Konsistorialpräsident                                                            |                    |
| August Nebe-Pflugstädt                         | Unterstaatssekretär im Justizministerium                                         |                    |
| Gustav von Neufville                           | Geheimer Kommerzienrat                                                           |                    |
| Otto von Oehlschläger                          | Generalauditor der Armee und Marine                                              |                    |
| Dr. Heinrich Eduard von Pape                   | Wirklicher Geheimer Rat und Vorsitzender der Kommission zur Ausarbeitung des BGB |                    |
| Paul Persius                                   | Präsident des Oberverwaltungsgerichts                                            |                    |
| Viktor Herzog von Ratibor                      | General der Kavallerie a la suite                                                |                    |
| Max Rötger                                     | Präsident der Seehandlung                                                        |                    |
| Dr. Hermann von Schelling                      | Staatssekretär des Reichsjustizamtes                                             |                    |
| Dr. Gustav von Schmoller                       | Professor der Staatswissenschaft, Berlin                                         |                    |
| Schneider                                      | Ministerial- und Oberbaudirektor                                                 |                    |
| Dr. Freiherr Burghard von Schorlemer-Alst      | Rittergutsbesitzer                                                               |                    |
| Alfred Schultz                                 | Direktor im Ministerium der öffentlichen Arbeiten                                |                    |
| Louis Schwartzkopff                            | Geh. Kommz. Rat in Berlin, Mitgl. d. Akad. des Bauwesens                         |                    |
| Adolf Richard Stellmacher                      | Oberstaatsanwalt beim Oberlandesgericht Celle                                    |                    |
| Dr. Heinrich von Stephan                       | Staatssekretät des Reichspostamtes                                               |                    |
| Conrad von Studt                               | Regierungspräsident zu Königsberg                                                |                    |
| Graf Alfred von Waldersee                      | Generalquartiermeister                                                           |                    |
| Dr. Egmont Websky                              | Kommerzienrat in Wüstewaltersdorf                                                |                    |
| Hugo von Wilamowitz-Moellendorff               | Landrat a. D., Rittergutsbesitzer                                                |                    |
| Graf Carl Graf von Zedlitz-Trützschler         | Regierungspräsident in Oppeln                                                    |                    |
| Graf Albert Graf von Zieten-Schwerin           | Rittergutsbesitzer                                                               | noch 1918 Mitglied |